# Альпін Галло
Альпін Галло (алб. Alpin Gallo; нар. 12 січня 1974, Лібражд, Албанія) — албанський футболіст та тренер, виступав на позиції захисника.

## Клубна кар'єра
Вихованець клубу «Сопоті» з рідного міста Лібражд, у футболці якого дебютував у дорослому футболі 1992 року. Виступав у команді до 1993 року, після чого перейшов у «Тирану». Виступав у команді до 1997 року, за цей час тричі ставав чемпіоном Албанії (1995, 1996, 1997) та дворазовим володарем кубку країни (1994, 1996). Наступного року перейшов у швейцарський «Тун», але незабаром повернувся до Албанії, де підсилив «Скендербеу». Ще через рік повернувся до «Тирани», з якою став переможцем чемпіонату та володарем кубку Албанії. У січні 2000 року опинився в «Бюлісі» (Балш), а наступного року — в «Динамо» (Тирана).
Разом з «Динамо» виграв національний чемпіонат 2002 року та кубок країни 2003 року. Відіграв за «динамівців» п'ять сезонів, а в 2005 році переїхав до «Партизані». Провів у команді два сезони, після чого підписав контракт з «Кастріоті». Футбольну кар'єру завершив наприкінці сезону 2008/09 років у футболці «Шкумбіні».

## Кар'єра в збірній
У футболці національної збірної Албанії дебютував у травні 1994 року в товариському матчі проти Македонії. Загалом за збірну зіграв 9 офіційних матчів, а також неофіційний поєдинок проти Косова. Востаннє футболку національної команди одягав у вересні 1998 року в поєдинку кваліфікації чемпіонату Європи проти Грузії.

### Статистика виступів у збірній
| національна збірна Албанії | національна збірна Албанії | національна збірна Албанії |
| Рік                        | Матчі                      | Голи                       |
| -------------------------- | -------------------------- | -------------------------- |
| 1994                       | 1                          | 0                          |
| 1995                       | 1                          | 0                          |
| 1996                       | 0                          | 0                          |
| 1997                       | 3                          | 0                          |
| 1998                       | 4                          | 0                          |
| Загалом                    | 9                          | 0                          |

## Кар'єра тренера
Напередодні початку сезону 2008/10 років очолив клуб Першого дивізіону Албанії «Грамши». Потім працював з юнацькою командою «Тирани», а також виконував обов'язки головного тренера вище вказаного клубу. У листопаді 2013 року подав у відставку з посади головного тренера «Тирани». У лютому 2016 року змінив Луана Метані на посаді головного тренера «Турбіни».

## Досягнення
- Суперліга Албанії
  -  Чемпіон (6): 1995, 1996, 1997, 1999, 2000, 2002[2]